# Dumbland
Dumbland (letteralmente "Terra di stupidi") è una serie di otto cortometraggi d'animazione scritti, diretti e montati da David Lynch a partire dal 2002. I corti sono stati originariamente pubblicati su Internet attraverso il sito ufficiale di Lynch, per poi essere pubblicati in DVD nel 2005. La lunghezza complessiva di tutti gli episodi è di circa mezz'ora.
La serie esamina la routine quotidiana di un uomo violento e rude dall'espressione sempre furiosa. L'uomo, calvo e con solo tre denti, vive in una casa con la sua iperattiva e iperstressata moglie e con il figlio dalla voce da alieno. Nessuno dei tre ha un nome, seppur il sito di Lynch identifichi il personaggio maschile come Randy e suo figlio come Sparky.
Lo stile della serie è intenzionalmente crudo sia nei disegni sia nelle animazioni, fortemente limitate. In un'intervista David Lynch ha raccontato che gli episodi sono stati realizzati mediante Macromedia Flash e che la realizzazione di ogni episodio ha richiesto in media sei ore. Le voci di tutti i personaggi sono registrate dal regista e alterate al computer.
I dialoghi dei personaggi e il modo in cui viene utilizzata la violenza, così come le espressioni crude, conferiscono un alone assurdo e surreale alle storie.
Nel 2003 è stato realizzato un documentario su Dumbland dalla regista esordiente Agnieszka Jurek. Il documentario si intitola Does That Hurts You?, dura 27 minuti e include un'intervista a David Lynch. Nel 2006 è stato riversato su DVD per la vendita dalla casa di produzione tedesca HULA-OFFLINE.

## Episodi

### 1.The Neighbor(Il vicino)
Randy sviluppa un interesse per la capanna degli attrezzi del vicino e diventa verbalmente offensivo nei confronti del vicino (e di un elicottero che passa in quel momento). Il vicino, nel frattempo, rivela i suoi segreti.

### 2.The Treadmill(Il tapis roulant)
Mentre sta guardando una partita di football in TV, Randy perde la calma quando sua moglie comincia a disturbarlo correndo su un tapis roulant molto rumoroso. Randy cerca - con risultati disastrosi - di distruggere il tapis roulant. Nel frattempo, un venditore porta a porta che parla con frasi di Abramo Lincoln scopre di trovarsi nel posto sbagliato al momento sbagliato.

### 3.The Doctor(Il dottore)
Randy prende una forte scossa nel tentativo di sistemare una lampada rotta. Arriva un dottore che controlla lo stato di Randy, usando metodi sempre più violenti, fino a quando Randy non torna cosciente e decide di fare qualche controllo anche lui.

### 4.A Friend Visits(La visita di un amico)
Un amico fa visita a Randy e i due iniziano a parlare su come cacciare e uccidere.

### 5.Get the Stick(Prendi la stecca)
Un uomo cade sullo steccato di Randy e si infila una stecca in bocca. Randy cerca di sfilare l'asta dalla bocca dell'uomo mentre Sparky lo incoraggia.

### 6.My Teeth Are Bleeding(I miei denti stanno sanguinando)
Sparky salta su un trampolino in salotto gridando che i suoi denti stanno sanguinando, mentre sua madre si lamenta fino a quando del sangue inizia ad uscirle dalla testa. Fuori in strada si svolgono violenti incidenti stradali. La TV mostra un match di wrestling rumoroso e sanguinolento. Tutto è a posto finché una mosca interrompe la serena esistenza di Randy.

### 7.Uncle Bob(Zio Bob)
Randy viene minacciato da una figura intimidatoria (sua suocera), che lo obbliga a restare a casa e badare allo "Zio Bob". Se Randy non lo farà, sua suocera lo minaccia di tagliargli via i testicoli. Lo zio Bob inizia a farsi del male, tossendo, vomitando e dando pugni sulla faccia di Randy. Dopo diversi tentativi, Randy anticipa le azioni dello Zio Bob e lo colpisce. Nello stesso momento la suocera entra nella stanza e scaraventa Randy al muro. Randy trascorre il resto della notte su un albero finché suo figlio lo avvisa che lo Zio Bob è stato portato all'ospedale e che Randy adesso può scendere dall'albero. E che Bob si è morso via un piede.

### 8.Ants(Formiche)
Randy è infestato da un crescente sciame di formiche in casa sua. La sua frustrazione arriva al punto che prende una bomboletta di insetticida e cerca di eliminare il problema delle formiche. Nella sua esplosione di rabbia, non si accorge che l'erogatore dell'insetticida non è rivolto verso le formiche ma punta alla sua faccia. Si spruzza quindi il veleno in faccia per diversi secondi. Cade quindi per terra e vive un'esperienza allucinatoria in cui le formiche cantano e ballano e lo insultano in diversi modi. Randy esce di scatto dal suo intontimento e cerca di schiacciare le formiche per terra, sul pavimento e sul soffitto. Viene poi mostrato mentre cade dal soffitto provocandosi ferite su tutto il corpo. La scena finale mostra le formiche agitarsi sul suo corpo inerme e in una ferita del suo piede. Randy quindi urla richieste di aiuto mentre centinaia di formiche marciano su di lui. È l'episodio più complesso della serie ed è accompagnato da una musica simile a quelle composte da Angelo Badalamenti.